# 北海道大学工業教員養成所
北海道大学工業教員養成所(ほっかいどうだいがくこうぎょうきょういんようせいじょ)とはかつて北海道札幌市にあった国立工業教員養成所。北海道大学に附置された附属の養成機関という扱いであった。1961年に設置され1967年度から学生の新規募集を停止し、1969年に廃止された。卒業生は1964年の第1期生から1969年の第6期生まで、合計で596名であった。

## 所長
- 大塚博

## 学科
定員は各40名。
- 電気工学
- 機械工学
- 工業化学（設置時点では化学工学）

## 所在地
- 北海道札幌市北14条西8丁目